# Anolis attenuatus
Anolis attenuatus este o specie de șopârle din genul Anolis, familia Polychrotidae, descrisă de Taylor 1956. Conform Catalogue of Life specia Anolis attenuatus nu are subspecii cunoscute.